# Пъстървокостур омиско
Percopsis omiscomaycus е вид лъчеперка от семейство Percopsidae.

## Разпространение
Видът е разпространен в Канада и САЩ.